# Pansarhajar
Pansarhajar eller placodermer (vetenskapligt namn: Placodermi) är sedan länge utdöda fiskar, som var den dominerande gruppen rovlevande ryggradsdjur under devon. Pansarhajarna var en klass av upp till 10 meter långa bepansrade förhistoriska fiskar, med över 300 arter, endast kända från fossila fynd. 
Klassen omfattar ett tiotal ordningar, den största var ledpansarhajarna ("Arthrodira"), rovfiskar med en längd på upp till 6 meter som levde över i stort sett hela jorden och armpansarhajar ("Antiarchi"), bottenlevande fiskar med en längd på upp till en meter där pansaret även täckte bröstfenorna. Andra ordningar var petalichthyider, phyllolepider och rhenanider som alla var bottenlevande arter. Rhenaniderna hade sitt pansar indelat i en mängd små segment i stället för flera stora som hos övriga ordningar. Ordningen Ptyctodontida omfattar små pansarhajar, upp till några decimeter långa med tillbakabildat pansar.
De levde i världshaven från sen silur till slutet på devon. Deras huvud och bröstkorg var täckta av plattor och resten av kroppen var fjällig, eller slät hos vissa arter. Pansarhajarna var bland de första fiskarna försedda med käke. 
De tidigaste identifierbara pansarhajarna dök upp under sen Silur och de fick en dramatisk nedgång under det devonska utdöendet, så att klassen var helt utdöd vid devons slut. De äldsta kända fossilen har hittats i Kina. 

## Etymologi
Namnet pansarhaj beskriver sig själv och är någorlunda unikt till Norden, jämför danska: panserhaj, finska: panssarihait och norska: panserhai. Namnet är även någorlunda analogt på isländska: brynháfur (”brynjepigghaj”), där brynja är ordet för pansar, och liknande namn förekommer på andra språk, såsom tyska: Panzerfische (”pansarfisk”) eller ryska: пластинокожие рыбы (”plattskinnad fisk”, avseende pansarplattorna).
Det vetenskapliga namnet Placodermi samt den svenska böjningen placodermer kommer av klassisk grekiska: πλάξ + δέρμα (pláx + dérma), där förledet betyder ”skiva eller platta”, såsom i betydelsen ”plåt”, och efterledet ”djurskinn, i synnerhet avdraget dito, såsom fäll”, varvid Placodermi ungefär kan sägas betyda ”pansarklätt djur”.

## Forskningsresultat

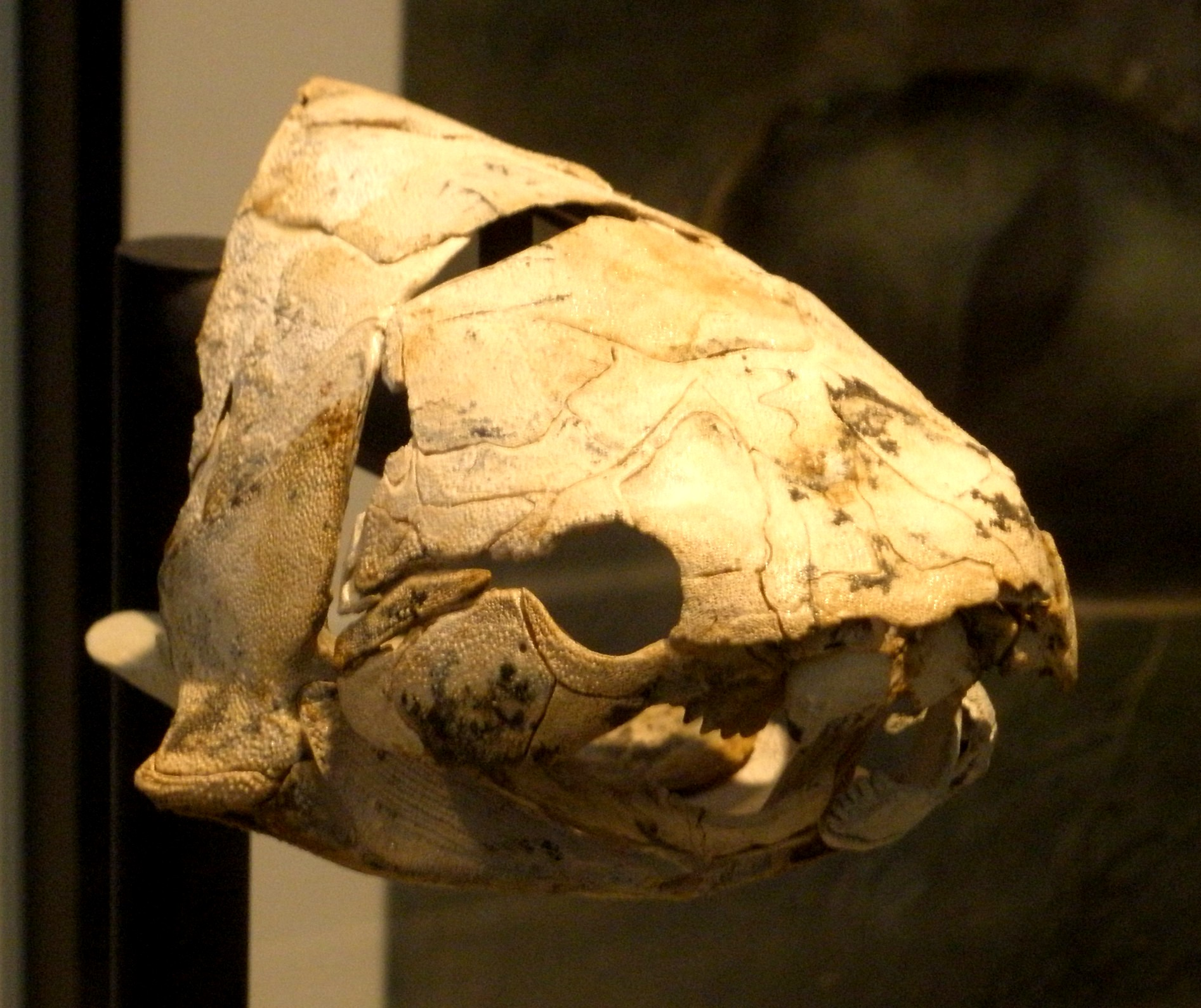
Fossil skalle av pansarhajen Eastmanosteus calliaspis

Louis Agassiz var den som publicerade de tidigaste studierna kring placodermer i sina fem band om fossila fiskar 1833–1843. På den tiden ansågs pansarhajar vara skalklädda käklösa fiskar besläktade med ostracodermer.
Erik Stensiös forskning som professor vid Naturhistoriska riksmuseet var inriktad på fiskar från tidsperioden Devon. Han var en av fyra i den så kallade Stockholmsskolan som använde sig av William Johnson Sollas slipsnittsmetod. Välbevarade fossil, främst skallen, slipas ned med täta intervall och varje slipyta fotograferas och avritas exakt. Fossilet blir då visserligen förstört, men från slipsnittsserien kan en tredimensionell modell av vax eller polystyren byggas i lämplig förstoring, som ger information om minsta detalj i anatomin. På detta sätt utforskade Stensiö kranier hos flera dåligt kända fossila fiskgrupper inklusive pansarhajar. Ur sådant material har man slutit sig till att deras käkar var en trolig utveckling av deras främre gälbåge, och initialt ha fungerat som vattenpump för bättre syreupptagning. Stensiös fortsatta anatomiska och taxonomiska studier av pansarhajar  och pansarrundmunnar sammanfattades i tre omfattande franska handboksartiklar (1958–1969).
Placodermer utvecklade aldrig tänder, utan de använde skarpa självslipande benskivor i stället. Nyare rön pekar mot att käkarna hos pansarhajar utvecklades oberoende av övriga käkmunnar.
Hos det mest välbevarade 380 miljoner år gamla fossilet, av en art funnen i Australien, har man lyckats identifiera ett foster och navelsträng, vilket därmed utgör det äldsta kända exemplet på förestående födsel av levande ungar och hur det gått till. Fiskfoster inuti en fiskmamma kan bara vara resultat av så kallad intern befruktning, vardagligare sagt: ”sex”. 

## Läge i utvecklingskedjan

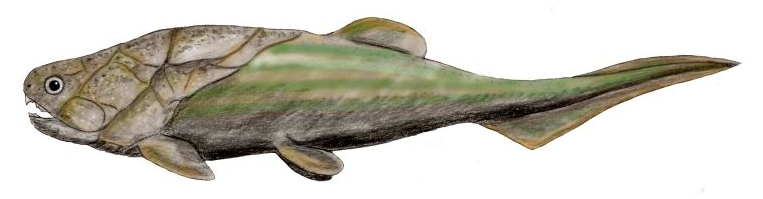
Coccosteus.

Pansarhajarna har lämnat sparsamma spår under Silur, men uppträder sedan mirakulöst rikligt och diversifierat under devon. Detta har tolkats så att deras tidiga livsmiljö inte skapade goda villkor för fossilisering. Under Devon kom pansarhajarna att befästa och dominera nästan alla kända akvatiska ekosystem, såväl sötvatten som saltvatten, i stark kontrast mot Silur.  Denna mångfald led dock till slut stora förluster under de inledande händelserna i de devonska utdöendena.  De kvarvarande arterna dog sedan ut helt under övergången till Karbon; inte en enda art pansarhajar har befunnits överleva in i Karbon.

### Taxonomiochfylogeni
```
Subfylum 
Vertebrata

├─(orankad) 
Gnathostomatomorpha

└─Infrafylum 
Gnathostomata

      ├─
Klass Placodermi
 — 
utdöda
 (pansar”hajar”)
      └Mikrofylum 
Eugnathostomata
 (verkliga käkmunnar)
         ├─Klass 
Chondrichthyes
 (broskfiskar)
         └─(orankad) 
Teleostomi
 (Acanthodii & Osteichthyes)
             ├─Klass 
Acanthodii
 — 
utdöda
 
pigghajar
)
             └Överklass 
Osteichthyes
 (benfiskar)
                ├─Klass 
Actinopterygii
 (
taggfeniga fiskar
)
                └─Klass 
Sarcopterygii
 (
lobfeniga fiskar
)
                     └Överklass 
Tetrapoda

                         ├─Klass 
Amphibia
 (
Groddjur
)
                         └(orankad) 
Amniota
 (amnioter)
                             ├─Klass 
Sauropsida
 (reptiler eller kräldjur)
                             │  └─Klass 
Aves
 (fåglar)
                             └─Klass 
Synapsida

                                 └─Klass 
Mammalia
 (däggdjur)
```

 	
Not: linjerna pekar på evolutionära släktskap.